# 熊本西環状道路
熊本西環状道路（くまもとにしかんじょうどうろ）は、熊本県道342号砂原四方寄線上の地域高規格道路である。
熊本環状道路の一部を形成している。現在は暫定2車線で、花園ICから下硯川ICまでの4.1 kmは2017年3月26日に部分開通。池上熊本駅ICから花園ICまでの4.6kmは現在工事中で2025年10月19日に開通予定である。

## 概要
- 起点 : 熊本市南区砂原町
- 終点 : 熊本市北区下硯川町
- 全長 : 約12 km
- 種類 : 自動車専用道路
- 規格 : 第1種第3級
- 設計速度 : 80 km/h
- 最高速度：70 km/h
- 車線幅員 : 3.5 m
- 道路幅員 : 9.5m - 10.5 m(暫定2車線:一般部、橋梁部)、19.5m - 20.5m(完成4車線:一般部、橋梁部)
- 車線数 : 暫定2車線（完成4車線）

距離標(キロポスト)は、南区砂原町を起点にしている。このため、現在の開通区間に0キロポストは存在しない。

## インターチェンジなど
- IC番号欄の背景色が■である区間は既開通区間に存在する。施設欄の背景色が■である区間は未開通区間または未供用施設に該当する。未開通区間の名称は仮称である。すべての区間が熊本県熊本市に位置する。

| IC 番号                                 | 施設名       | 接続路線名                  | 砂原ICから (km) | 備考                   | 所在地 |
| --------------------------------------- | ------------ | --------------------------- | --------------- | ---------------------- | ------ |
| -                                       | 砂原IC       | 熊本県道51号熊本港線        | 0.0             | 事業中                 | 南区   |
| -                                       | 城山IC       | 熊本県道28号熊本高森線      |                 | 事業中                 | 西区   |
| -                                       | 池上熊本駅IC | 熊本県道344号池上インター線 | 3.8             | 2025年10月19日開通予定 | 西区   |
|                                         | 花園IC       | 熊本県道343号花園インター線 | 8.4             |                        | 西区   |
|                                         | 和泉IC       | 熊本県道332号小天下硯川線   | 9.6             |                        | 北区   |
|                                         | 下硯川IC     | 国道3号植木バイパス         | 12.6            |                        | 北区   |
| 中九州横断道路（下硯川 - 熊本北）事業中 |              |                             |                 |                        |        |

下硯川ICから九州自動車道、中九州横断道路へと接続する熊本環状連絡道路の構想がある。

## 路線状況

### 交通量
24時間交通量（台）道路交通センサス
| 区間              | 令和3（2021）年度 |
| ----------------- | ----------------- |
| 花園IC - 和泉IC   | 7,637             |
| 和泉IC - 下硯川IC | 7,375             |